# Championnat d'Europe féminin de handball 1998
Navigation
Danemark 1996 Roumanie 2000
La 3e édition du Championnat d'Europe féminin de handball s'est déroulée aux Pays-Bas du 11 au 20 décembre 1998.
La compétition est remportée pour la première fois par la Norvège qui met fin à la domination du Danemark qui détenait tous les titres (championne d'Europe, championne olympique et championne du monde). Dans une revanche des finales de l'Euro 1996 et du mondial 1997, la Norvège de Marit Breivik, l'emblématique entraîneuse norvégienne, obtient là son premier succès international en s'imposant 24 à 16. La Hongrie, malheureuse quatrième en 1994, décroche la médaille de bronze aux dépens de l'Autriche (30-24) à nouveau présente dans le dernier carré grâce notamment aux 68 buts de la meilleure buteuse de la compétition, Ausra Fridrikas. Le titre de meilleure joueuse revient à la Norvégienne Trine Haltvik.

## Podium final
|                           | Norvège                    |
|                           | Médaille d'or, Europe      |
| Danemark                  |                            |
| Médaille d'argent, Europe | Hongrie                    |
| Médaille d'argent, Europe | Médaille de bronze, Europe |

## Qualifications
Pré-qualifications
Les équipes sont réparties en 2 poules de 3 équipes et 1 poule de 2 équipes. À l'issue de ces matchs, les 3 premiers et le meilleur deuxième se qualifient pour la phase de qualification
Résultats de la phase de pré-qualification
Qualifications
Les équipes sont réparties en 5 poules de 4 équipes. À l'issue de ces matchs, les 2 premiers de chaque groupe se qualifient pour le Championnat d'Europe de handball 1998.
Résultats de la phase de qualification
Équipes qualifiées
- Organisateur (1) :  Pays-Bas
- Tenant en titre (1) :  Danemark
- Qualification (10) :  Allemagne,  Autriche,  Espagne,  Hongrie,  Macédoine,  Norvège,  Pologne,  Roumanie,  Russie,  Ukraine

## Premier tour

### Groupe A
|   | Équipe    | Pts | J | G | N | P | Bp  | Bc  | Diff | Dép |
| - | --------- | --- | - | - | - | - | --- | --- | ---- | --- |
| 1 | Autriche  | 8   | 5 | 4 | 0 | 1 | 134 | 118 | 16   | +4  |
| 2 | Hongrie   | 8   | 5 | 4 | 0 | 1 | 131 | 109 | 22   | +2  |
| 3 | Allemagne | 8   | 5 | 4 | 0 | 1 | 117 | 119 | -2   | -6  |
| 4 | Ukraine   | 4   | 5 | 2 | 0 | 3 | 128 | 127 | 1    | -   |
| 5 | Pays-Bas  | 2   | 5 | 1 | 0 | 4 | 107 | 121 | -14  | -   |
| 6 | Roumanie  | 0   | 5 | 0 | 0 | 5 | 120 | 143 | -23  | -   |

### Groupe B
|   | Équipe    | Pts | J | G | N | P | Bp  | Bc  | Diff |
| - | --------- | --- | - | - | - | - | --- | --- | ---- |
| 1 | Norvège   | 10  | 5 | 5 | 0 | 0 | 137 | 102 | 35   |
| 2 | Danemark  | 8   | 5 | 4 | 0 | 1 | 138 | 115 | 23   |
| 3 | Pologne   | 6   | 5 | 3 | 0 | 1 | 112 | 110 | 2    |
| 4 | Macédoine | 4   | 5 | 2 | 0 | 3 | 111 | 136 | -25  |
| 5 | Russie    | 1   | 5 | 0 | 1 | 4 | 112 | 128 | -16  |
| 6 | Espagne   | 1   | 5 | 0 | 1 | 4 | 107 | 126 | -19  |

## Phase finale
|  | Demi-finales                         | Demi-finales                         |                        |    | Finale                             | Finale                             |
|  | Demi-finales                         | Demi-finales                         |                        |    | Finale                             | Finale                             |
|  |                                      |                                      |                        |    |                                    |                                    |
|  | 19 décembre 1998, 18h00, Bois-le-Duc | 19 décembre 1998, 18h00, Bois-le-Duc |                        |    | 20 décembre 1998, 16h30, Amsterdam | 20 décembre 1998, 16h30, Amsterdam |
|  | 19 décembre 1998, 18h00, Bois-le-Duc | 19 décembre 1998, 18h00, Bois-le-Duc |                        |    | 20 décembre 1998, 16h30, Amsterdam | 20 décembre 1998, 16h30, Amsterdam |
|  | Norvège                              | 28                                   |                        |    | 20 décembre 1998, 16h30, Amsterdam | 20 décembre 1998, 16h30, Amsterdam |
|  | Norvège                              | 28                                   |                        |    | 20 décembre 1998, 16h30, Amsterdam | 20 décembre 1998, 16h30, Amsterdam |
|  | Hongrie                              | 14                                   |                        |    | 20 décembre 1998, 16h30, Amsterdam | 20 décembre 1998, 16h30, Amsterdam |
|  | Hongrie                              | 14                                   | Norvège                | 24 |                                    |                                    |
|  | 19 décembre 1998, 18h00, Amsterdam   |                                      | Norvège                | 24 |                                    |                                    |
|  |                                      | Danemark                             | 16                     |    |                                    |                                    |
|  | Danemark                             | Danemark                             | 16                     | 35 |                                    |                                    |
|  | Danemark                             |                                      |                        | 35 |                                    |                                    |
|  | Autriche                             | 24                                   |                        |    |                                    |                                    |
|  | Autriche                             | 24                                   | Match pour la 3e place |    |                                    |                                    |
|  |                                      |                                      |                        |    |                                    |                                    |
|  | 20 décembre 1998, 19h00, Amsterdam   |                                      |                        |    |                                    |                                    |
|  |                                      |                                      |                        |    |                                    |                                    |
|  | Hongrie                              | 30                                   |                        |    |                                    |                                    |
|  | Hongrie                              | 30                                   |                        |    |                                    |                                    |
|  | Autriche                             | 24                                   |                        |    |                                    |                                    |
|  | Autriche                             | 24                                   |                        |    |                                    |                                    |

### Demi-finales
Danemark –  Autriche 35-24 (22-9)
- Danemark : Susanne Munk Lauritsen, Gitte Sunesen; Katrine Fruelund (2), Camilla Andersen (11/3), Mette Vestergaard Larsen (3), Anette Hoffmann-Møberg (4), Christina Roslyng (1), Janne Kolling (2), Lotte Kiærskou (1/1), Tonje Kjærgaard (6), Kristine Andersen (2), Karen Brødsgaard (3).
- Autriche : Tatjana Dschandschgawa, Natalia Rusnachenko; Rima Sypkus (3), Renata Cieloch (1/1), Stephanie Ofenböck (3), Doris Meltzer (n. e.), Tatjana Logvin (4), Ausra Fridrikas (9/3), Laura Fritz (2), Stanka Božović, Iris Morhammer (2), Sylvia Strass.
- Arbitres : Kolejs/Dohout, République tchèque.
- Spectateurs : 3000
- deux minutes : Danemark 3 x 2 min. (Brödsgaard 2, Kjærgaard), Autriche 2 x 2 min. (Sypkus, Logvin).
- Jets de 7 mètres : Danemark 4/4, Autriche 4/5.

 Norvège –  Hongrie 28-14 (13-8)
- Norvège : Heidi Tjugum (sur jets de 7m), Cecilie Leganger; Tonje Larsen (2), Kjersti Grini (9/2), Ann Cathrin Eriksen (1), Else-Marthe Sørlie-Lybekk, Sahra Hausmann (2), Mia Hundvin (2), Mette Davidsen (5/5), Trine Haltvik (6/1), Janne Tuven, Elisabeth Hilmo (1).
- Hongrie : Andrea Farkas, Katalin Pálinger (14e-60e); Beatrix Balogh (1), Rita Deli (3), Ágnes Farkas (1), Beatrix Kökény (2), Anita Kulcsár (3/2), Helga Németh (3), Beáta Siti (1), Ildikó Pádár, Krisztina Pigniczki, Judit Simics.
- Arbitres : Baum/Szczepanski, Pologne
- Spectateurs : 1500
- deux minutes : Norvège 3 x 2 min. (Larsen 2, Eriksen), Hongrie 2 x 2 min. (Siti, Simics).
- Jets de 7 mètres : Norvège 8/11, Hongrie 2/3.

### Match pour la troisième place
Hongrie –  Autriche 30-24 (18-11)
- Hongrie : Andrea Farkas (n. e.), Katalin Pálinger; Anita Kulcsár, Ildikó Pádár (2), Gabriella Takács (3), Helga Németh (3), Rita Deli (n. e.)., Krisztina Pigniczki (3), Ágnes Farkas (10/5), Anikó Kántor (4), Beáta Siti (5), Beatrix Kökény.
- Autriche : Natalia Rusnachenko, Tatjana Dschandschgawa; Rima Sypkus (4), Renata Cieloch (3/2), Stephanie Ofenböck, Doris Meltzer, Tatjana Logvin (2), Ausra Fridrikas (10), Laura Fritz, Stanka Božović, Sylvia Strass (1), Iris Morhammer (4).
- Arbitres : Boye/Jensen, Danemark.
- Spectateurs : 4000
- deux minutes : Hongrie 2 x 2 min. (Takács, Pigniczki), Autriche 3 x 2 min. (S. Straß 2, Logvin).
- Jets de 7 mètres : Hongrie 5/6, Autriche 2/3.

### Finale
Norvège –  Danemark 24-16 (13-7)
- Norvège : Heidi Tjugum, Cecilie Leganger (jets de 7m); Tonje Larsen (1), Kjersti Grini (5/3), Ann Cathrin Eriksen (2), Else-Marthe Sørlie-Lybekk (7), Sahra Hausmann (1), Mia Hundvin (3), Mette Davidsen (2), Trine Haltvik (3), Janne Tuven (n. e.), Elisabeth Hilmo.
- Danemark : Gitte Sunesen, Susanne Munk Lauritsen (1re-18e et 7m); Katrine Fruelund, Camilla Andersen (1), Mette Vestergaard Larsen, Anette Hoffmann-Møberg (2), Christina Roslyng (1), Janne Kolling (1), Lotte Kiærskou (3), Tonje Kjærgaard (3), Kristine Andersen (2/1), Karen Brødsgaard (3).
- Arbitres : ?
- Spectateurs : 4000
- deux minutes : Norvège 2 x 2 min. (Haltvik 2), Danemark 1 x 2 min. (Kiærskou).
- Jets de 7 mètres : Norvège 3/3, Danemark 2/4.

| Championnes d'Europe 1998 Norvège 1er titre |

## Matchs de classement
| Match                   | Équipe 1  | Score | Équipe 2  |
| ----------------------- | --------- | ----- | --------- |
| Match pour la 11e place | Roumanie  | 28-25 | Espagne   |
| Match pour la 9e place  | Pays-Bas  | 19-32 | Russie    |
| Match pour la 7e place  | Ukraine   | 35-21 | Macédoine |
| Match pour la 5e place  | Allemagne | 23-26 | Pologne   |

## Classement final
| Rang                       | Équipe    | J | G | N | P | Bp  | Bc  | Diff |  |
| -------------------------- | --------- | - | - | - | - | --- | --- | ---- |  |
| Médaille d'or, Europe      | Norvège   | 7 | 7 | 0 | 0 | 189 | 132 | +57  |  |
| Médaille d'argent, Europe  | Danemark  | 7 | 5 | 0 | 2 | 189 | 163 | +26  |  |
| Médaille de bronze, Europe | Hongrie   | 7 | 5 | 0 | 2 | 175 | 161 | +14  |  |
| 4                          | Autriche  | 7 | 4 | 0 | 3 | 182 | 183 | –1   |  |
|                            |           |   |   |   |   |     |     |      |  |
| 5                          | Pologne   | 6 | 4 | 0 | 2 | 138 | 133 | +5   |  |
| 6                          | Allemagne | 6 | 4 | 0 | 2 | 140 | 145 | –5   |  |
| 7                          | Ukraine   | 6 | 3 | 0 | 3 | 163 | 148 | +15  |  |
| 8                          | Macédoine | 6 | 2 | 0 | 4 | 132 | 171 | –39  |  |
| 9                          | Russie    | 6 | 1 | 1 | 4 | 144 | 147 | –3   |  |
| 10                         | Pays-Bas  | 6 | 1 | 0 | 5 | 126 | 153 | –27  |  |
| 11                         | Roumanie  | 6 | 1 | 0 | 5 | 148 | 168 | –20  |  |
| 12                         | Espagne   | 6 | 0 | 1 | 5 | 132 | 154 | –22  |  |

## Statistiques et récompenses

### Équipe-type
À l'issue du tournoi, l'équipe type du tournoi a été désignée :
- meilleure joueuse : Trine Haltvik[réf. nécessaire],  Norvège
- meilleure gardienne de but : Cecilie Leganger,  Norvège
- meilleure ailière gauche : Sabina Soja,  Pologne
- meilleure arrière gauche : Ausra Fridrikas,  Autriche
- meilleure demi-centre : Camilla Andersen,  Danemark
- meilleure pivot : Tonje Kjærgaard,  Danemark
- meilleure arrière droite : Kjersti Grini,  Norvège
- meilleure ailière droite : Janne Kolling,  Danemark

### Meilleure marqueuses
Les meilleures marqueuses de la compétition sont :
| Rang | Joueuse             | Nationalité | Buts | MJ | Moy. |
| ---- | ------------------- | ----------- | ---- | -- | ---- |
| 1    | Ausra Fridrikas     | Autriche    | 67   | 7  | 9,6  |
| 2    | Carmen Amariei      | Roumanie    | 47   | 6  | 7,8  |
| 3    | Valentina Radulović | Macédoine   | 46   | 6  | 7,7  |
| 4    | Ágnes Farkas        | Hongrie     | 45   | 7  | 6,4  |
| 5    | Nataliya Derepasko  | Ukraine     | 44   | 6  | 7,3  |
| 6    | Kjersti Grini       | Norvège     | 41   | 6  | 6,8  |
| 7    | Anna Ejsmont        | Pologne     | 37   | 6  | 6,2  |

## Effectifs des équipes sur le podium
Les effectifs des équipes sur le podium sont :

### Championne d'Europe:Norvège
- Ann Cathrin Eriksen
- Camilla Carstens
- Cecilie Leganger
- Elisabeth Hilmo
- Elise Alsand
- Else-Marthe Sørlie
- Heidi Tjugum
- Janne Tuven
- Jeanette Nilsen
- Kjersti Grini (cap)
- Mette Davidsen
- Mia Hundvin
- Sahra Hausmann
- Siv Heim Sæbøe
- Tonje Larsen
- Trine Haltvik

Sélectionneuse
- Marit Breivik

### Vice-championne d'Europe:Danemark
- Lene Rantala
- Katrine Fruelund
- Camilla Andersen
- Helle Simonsen
- Anette Hoffmann-Møberg
- Christina Roslyng
- Janne Kolling
- Tonje Kjærgaard
- Lotte Kiærskou
- Karen Brødsgaard
- Karina Jespersen
- Mette Vestergaard Larsen
- Gitte Sunesen
- Susanne Munk Lauritsen
- Kristine Andersen

Sélectionneur
- Jan Pytlick

### Troisième place:Hongrie
- Andrea Farkas
- Katalin Pálinger
- Judit Simics
- Anikó Nagy
- Anita Kulcsár
- Ildikó Pádár
- Gabriella Takács
- Helga Németh
- Rita Deli
- Beatrix Balogh
- Krisztina Pigniczki
- Ágnes Farkas
- Anikó Kántor
- Beáta Siti
- Beatrix Kökény

Sélectionneur
- Lajos Mocsai